# Organització territorial d'Espanya
L'organització territorial d'Espanya té el seu fonament jurídic en el Títol VIII de la constitució vigent. D'acord amb el que estableix la constitució, el Regne d'Espanya és un estat conformat per nacionalitats i regions, les quals s'han constituït com a comunitats autònomes per mitjà d'un procés de devolució de poders que va començar el 1979. Durant la segona meitat de la dècada de 1990, es va atorgar autonomia a dues ciutats, les quals es van constituir com a ciutats autònomes. En l'actualitat, les 17 comunitats autònomes i les 2 ciutats autònomes són les divisions polítiques i administratives de primer nivell d'Espanya. Les comunitats autònomes són constituïdes per una o més províncies, les quals són, amb excepció de les comunitats uniprovincials, divisions polítiques i administratives de segon nivell. L'ens bàsic, en la majoria dels casos divisions de tercer nivell, són els municipis. Algunes comunitats, tanmateix, han creat ens supramunicipals amb personalitat jurídica pròpia com ara les comarques i les vegueries.
Des del 2003 i per raons estadístiques basades en les normatives europees i fixades per l'Eurostat, s'han conformat les unitats NUTS a la Unió Europea. Les 17 comunitats autònomes són classificades en els nivells NUTS-2 i les 50 províncies i les dues ciutats autònomes són classificades en els nivells NUTS-3.

## Devolució de poders i la creació de les autonomies

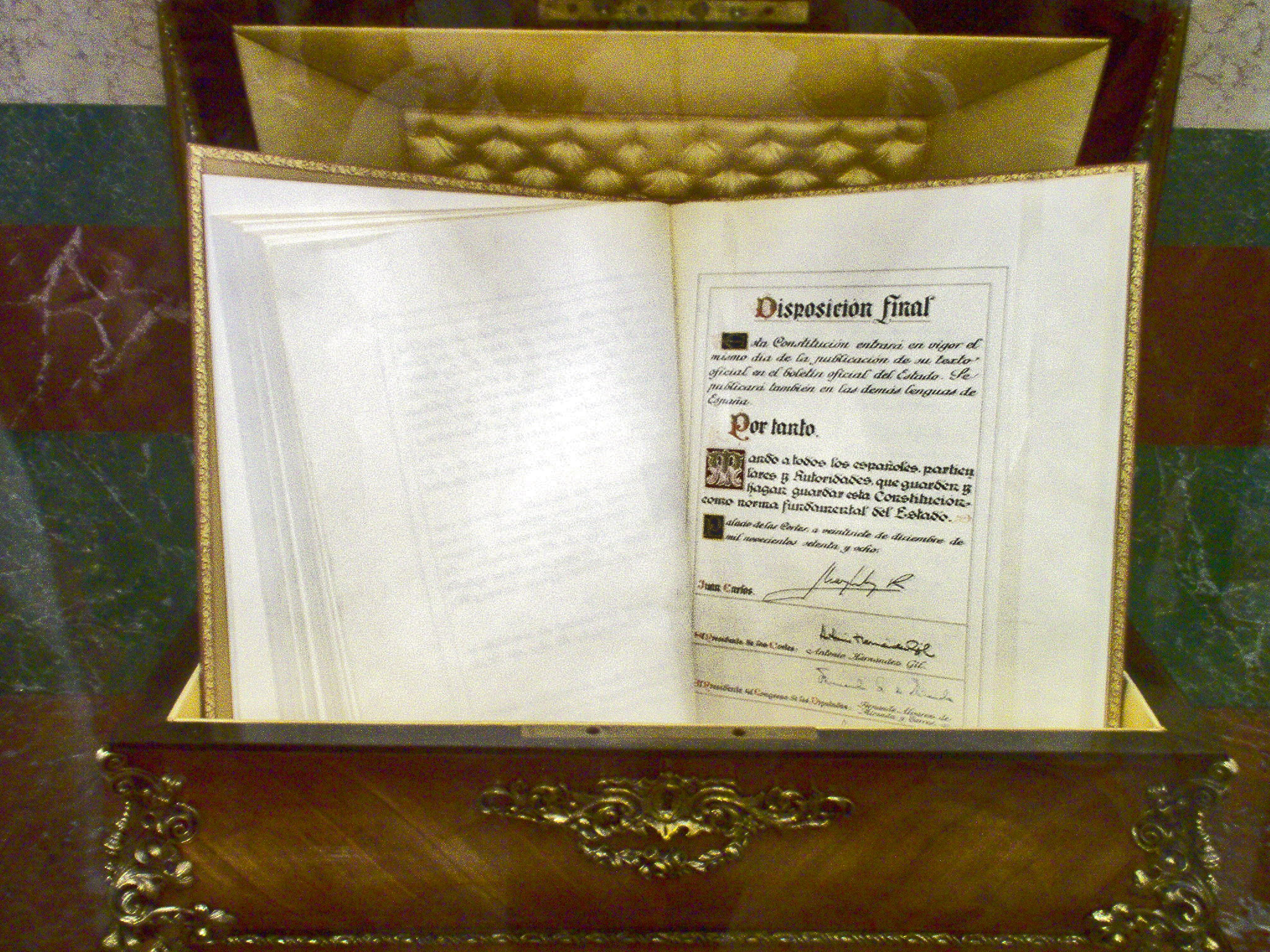
Constitució espanyola de 1978, de la Cambra dels Diputats

L'organització política i territorial d'Espanya, abans de la restauració de la democràcia i la ratificació d'una nova constitució el 1978 era basada en el centralisme per mitjà del qual Espanya es conformava com a Estat unitari dividit en províncies no-autònomes. Durant la transició i l'elaboració de la constitució, hi havia dos extrems polítics sobre la naturalesa territorial d'Espanya: un grup advocava pel federalisme dins un Estat plurinacional—i alguns fins i tot la secessió—l'altre advocava per la preservació del caràcter unitari i centralitzat d'una nació dividida en províncies. El resultat va ser un compromís per mitjà del qual es reconeixia l'existència de tres nacionalitats: Catalunya, el País Basc i Galícia totes tres que havien aprovat Estatus d'Autonomia durant la Segona República Espanyola, i les quals rebrien autonomia per a la seva gestió interna. No obstant això, altres regions van demanar consideracions similars, principalment Andalusia que també seria inclosa en el grup de "nacionalitats", en allò que s'ha anomenat cafè per a tots. Finalment la versió final de la constitució reconeixia la dicotomia de les "nacionalitats" i "regions" de la indissoluble nació espanyola, i garantia el dret a l'autonomia per a totes. A les primeres tres "nacionalitats històriques" i a Andalusia, se'ls va atorgar autonomia per mitjà d'un procés simplificat i gairebé automàtic. La resta de les regions havien de seguir el camí estipulat pels articles 143 i 152 de la constitució, si volien accedir a l'autonomia. Totes les províncies es van conformar en comunitats autònomes entre 1979 i 1983, i van aprovar, cadascuna, un Estatut d'Autonomia. El 31 de juliol, 1981, Leopoldo Calvo-Sotelo Bustelo president del govern i Felipe González, líder de l'oposició, van acordar els Pactes Autonòmics (actualitzats el 1992 pel que seria aleshores el president del govern, Felipe González i el líder de l'oposició José María Aznar) que identificaven aquestes autonomies. No obstant això, la devolució de poders va ser asimètrica.
L'article 143 de la constitució establia que només dues o més províncies limítrofes, o una o més províncies insulars amb característiques o enllaços històrics, culturals i econòmics comuns podien constituir-se com a comunitats autònomes. Alternativament, una província no insular es podia constituir com a comunitat autònoma uniprovincial només si era una entitat regional històrica. A més de les quatre nacionalitats, la gran majoria de les comunitats que es van constituir corresponien a la primera categoria amb l'excepció de La Rioja, la Regió de Múrcia, Astúries i Cantàbria, comunitats autònomes uniprovincials de la segona categoria. Tan bon punt les comunitats autònomes s'haguessin constituït, la formació de federacions entre comunitats autònomes era prohibida en l'article 145.
El cas de la província de Madrid va ser problemàtic. Atès que Madrid no era una província d'entitat regional històrica, ans pertanyia a la identitat cultural de la regió de Castella, es considerava una de les províncies naturals constituents de la proposada comunitat de Castella - la Manxa. Tanmateix, durant el procés preautonòmic de Castella - la Manxa, va ressorgir l'antiga rivalitat entre les ciutats de Toledo i Madrid. El decret del règim preautonòmic de la comunitat preveia la incorporació de la província de Madrid si es garantia l'absoluta igualtat amb la resta de les províncies. Com a capital de l'Estat, els polítics volien que Madrid conservés un grau relatiu d'autogovern, a la qual cosa els representants castellans, es van oposar, excloent Madrid de llur projecte d'autonomia. Per altra banda, Madrid no tenia vincles històrics amb la regió de Castella la Vella i aquesta s'afrontava a la imminent separació de les províncies de La Rioja i Cantàbria durant el seu procés cap a l'autonomia. Una altra opció, però molt més complicada políticament, era que Madrid es constituís en quelcom d'equivalent a un districte federal o capital, com la ciutat de Mèxic o Washington DC Finalment es va optar per la constitució d'una comunitat autònoma uniprovincial; tanmateix, Madrid no complia amb els requisits estipulats en l'article 143, ja que no tenia una "identitat regional històrica" diferenciada, en ser part de la identitat castellano-manexega. Per accedir a l'autonomia, es va fer ús de les prerrogatives estipulades en l'article 144 de la constitució que establia que el Parlament podria aprovar la creació d'una comunitat autònoma per "motius d'interès nacional" encara que aquesta no complís amb els requisits estipulats en l'article anterior. Així doncs, la província de Madrid es va constituir com a comunitat autònoma el 1983, i és l'única província que va accedir a la seva autonomia per aquest camí.
Els casos del País Basc i de Navarra també van ser excepcionals. Ambdues volien fonamentar la seva autonomia en el reconeixement dels furs, que incloïen l'autonomia fiscal- que els havien estat atorgats als seus regnes quan aquests van ser incorporats a la corona de Castella el segle xvi, i els quals havien estat conservats constitucionalment fins temps moderns, a diferència dels furs de les parts constituents de la Corona d'Aragó que es van perdre amb la promulgació dels Decrets de Nova Planta el segle xviii. El País Basc va accedir a la seva autonomia com a "nacionalitat" per mitjà del procés simplificat, però, en reconeixement dels seus furs, també va rebre autonomia fiscal, coneguda com el concierto económico, en castellà, que no era atorgada a cap altra comunitat. Navarra, que no era considerada "nacionalitat", volia fonamentar la seva autonomia exclusivament en la preservació dels seus furs, i va ser l'única regió a rebre autonomia per mitjà de l'"actualització" i contextualització d'aquests furs. Per tant, no té un Estatut d'Autonomia per se, sinó una "Llei de Reintegració i Millorament del Règim Foral de Navarra". En principi, Navarra és l'única divisió política de primer nivell que no és una "comunitat autònoma" sinó una "comunitat foral", a més uniprovincial, encara que en la pràctica, llevat de la seva autonomia fiscal, funciona administrativament i políticament com la majoria de les comunitats autònomes i és representada en el Parlament com la resta.
Alguns grups polítics del País Basc advocaven per la unió de totes les províncies de parla basca, inclosa Navarra. Ja que Euskadi va rebre autonomia abans que Navarra, el seu Estatut d'Autonomia inclou una provisió especial que permetrà la unió de Navarra al País Basc si així ho decideix. Fins ara, Navarra no ha mostrat cap interès a fer-ho. Si ho fan, la seva unió seria l'única excepció—sancionada pel Parlament en la disposició addicional quarta—a la prohibició de la federació de dues o més comunitats autònomes.
Finalment, durant la dècada de 1990 i d'acord amb la disposició quarta de la constitució, es va permetre que Ceuta i Melilla, dues ciutats localitzades en la costa del nord d'Àfrica, accedissin a l'autonomia si llurs ajuntaments ho demanaven. Ambdues es van constituir com a "ciutats autònomes" de l'Estat espanyol.

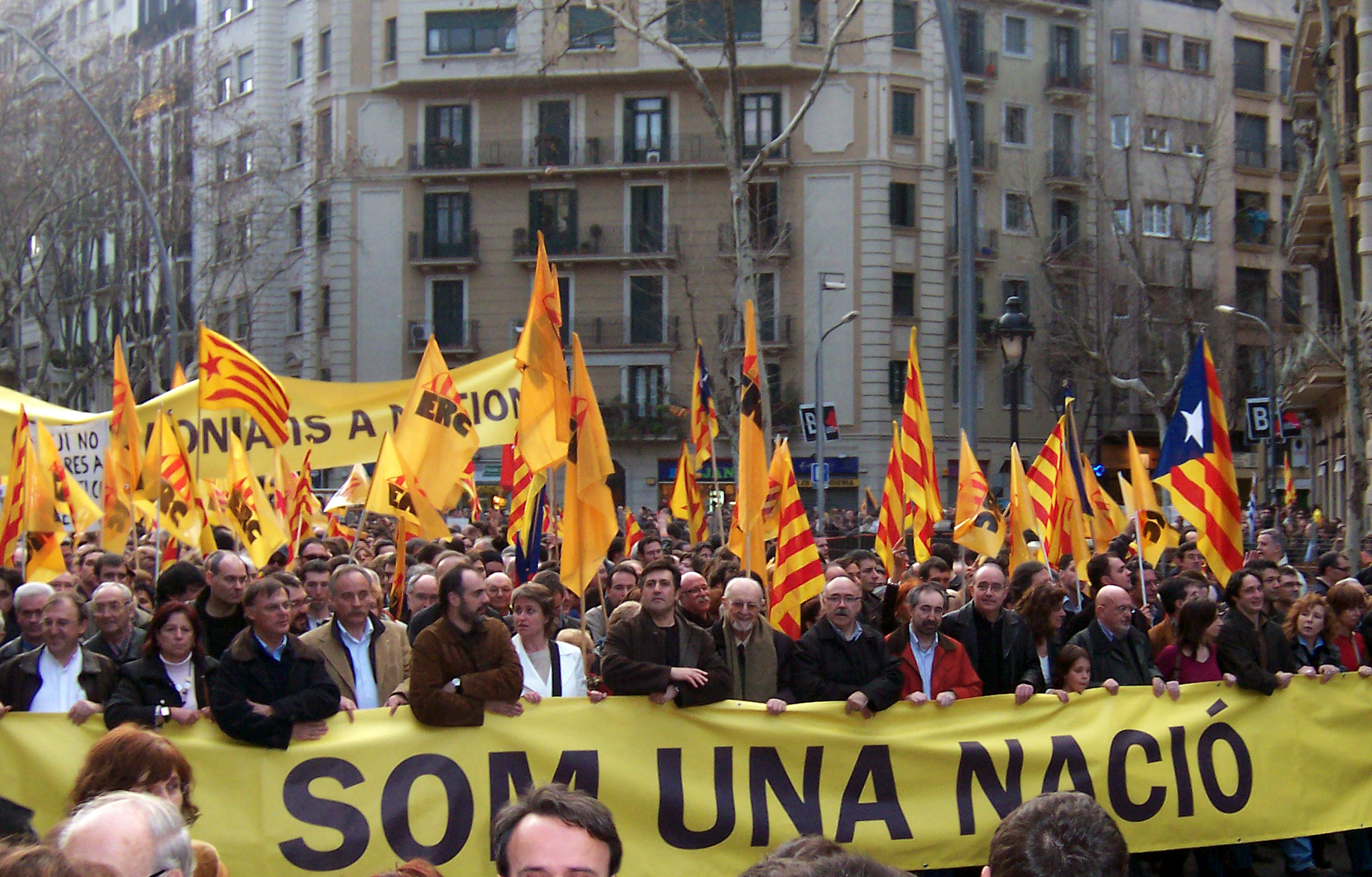
Manifestació en favor de l'ús del terme "nació" a Catalunya

Altres comunitats autònomes, a més de les quatre originals, també s'han identificat com a nacionalitats. El País Valencià, en el seu Estatut de 1982 va accedir a la seva autonomia fent referència a l'exercici del dret a l'autogovern reconegut a les nacionalitats, i en el seu nou Estatut, es defineix com a "nacionalitat històrica". Canàries es va definir com a nacionalitat en una esmena el 1996, que reitera en el seu nou Estatut del 2007. Les Illes Balears, es defineixen com a "nacionalitat històrica" en el seu nou Estatut aprovat el 2007. De manera concurrent, tanmateix, alguns grups polítics de les quatre nacionalitats històriques que van accedir a l'autonomia com a tals, han proposat definir-se com a "nacions". En l'elaboració del nou Estatut de Catalunya, el Parlament de Catalunya va definir la comunitat com a "nació" que va ser rebutjada pel Parlament espanyol. La versió final va conservar el terme "nacionalitat" en l'articulat, però va incloure en el preàmbul, el terme "nació" com la definició aprovada pel Parlament català contextualitzada com a "realitat nacional reconeguda com a nacionalitat" per la constitució espanyola. S'ha debatut l'ús del terme nació també en l'elaboració dels futurs Estatuts d'Autonomia de Galícia i Andalusia.

## Divisions administratives de primer nivell: les autonomies

### Les comunitats autònomes
Article principal: Comunitats autònomes d'Espanya

Mapa autonòmic d'Espanya

Una comunitat autònoma és una entitat territorial que, d'acord amb la constitució espanyola, gaudeix d'autonomia legislativa i competències executives, i de la facultat de gestionar les seves activitats polítiques per mitjà de l'elecció d'un cos de representants. L'estructura de l'Estat espanyol en les comunitats autònomes es recull en la Constitució espanyola de 1978. El text de la constitució estableix els poders que poden assumir les comunitats autònomes i aquells que només són atribució de l'Estat. Les comunitats autònomes són: Andalusia, Aragó, Astúries, Cantàbria, Castella i Lleó, Castella - la Manxa, Catalunya, País Valencià, Extremadura, Euskadi, Galícia, les Illes Balears, les Illes Canàries, La Rioja, Madrid, Múrcia i Navarra, aquesta última amb la denominació de "comunitat foral".

### Les ciutats autònomes
El 1995 es va aprovar a les Corts Generals un estatut específic per a crear les ciutats autònomes. Encara que no els atorga facultats legislatives els permet proposar en les Corts iniciatives legislatives que consideren oportunes. Aquesta és la principal diferència entre les comunitats i les ciutats autònomes: les ciutats no tenen una assemblea legislativa autònoma pròpia. Les ciutats autònomes de l'Estat espanyol són Ceuta i Melilla ambdues localitzades al nord d'Àfrica.

## Divisions administratives de segon nivell: les províncies

Mapa provincial d'Espanya

Article principal: Províncies d'Espanya
La constitució espanyola estableix les províncies com a divisió administrativa de segon nivell i la base per mitjà de la qual es crearien les comunitats autònomes. És a dir, les províncies són divisions administratives els privilegis de les quals són conferits pel govern central i no pas per les comunitats a les quals pertanyen. Les províncies, constitucionalment, són entitats locals amb personalitat jurídica pròpia, determinada per l'agrupació de municipis, i són governades per diputacions. No obstant això, existeixen alguns règims diferents quant a les diputacions:
- les comunitats autònomes uniprovincials assumeixen les competències de llurs respectives diputacions provincials;
- la Comunitat Foral de Navarra assumeix les competències de la diputació provincial;
- les comunitats insulars (Canàries i les Illes Balears) gaudeixen de consells insulars;
- al País Basc, les diputacions forals dels territoris històrics assumeixen les competències de les diputacions provincials.

La divisió provincial actual va ser creada el 1833 per Javier de Burgos sobre els límits dels antics regnes hispànics basant-se en els ideals d'igualtat i en el centralisme del nou règim inspirat en la Revolució Francesa. Es va oficialitzar per mitjà del Reial Decret del 30 de novembre. Aquesta divisió encara és vigent, llevat d'alguns petits canvis territorials que es realitzarien poc després de la publicació del decret, i del decret llei de Miguel Primo de Rivera que el 1927 dividia les illes Canàries en dues províncies. En l'actualitat són 50 les províncies d'Espanya. Les províncies són les circumscripcions utilitzades per a les eleccions generals del Congrés dels Diputats, i en conjunció amb les comunitats autònomes, per a les eleccions del Senat.

## Divisions administratives de tercer nivell: els municipis

Municipis d'Espanya

Vegeu també l'article: Llista de municipis d'Espanya
La constitució espanyola estableix els municipis com a ens bàsic de l'organització territorial d'Espanya amb personalitat jurídica plena i els garanteix autonomia per a llur gestió interna, la qual correspon als ajuntaments integrats per batlles i regidors. L'autonomia dels municipis, per tant, és garantida primerament pel govern central, i després per les comunitats a les quals pertanyen. Per tant, encara que les comunitats creïn altres divisions administratives superiors als municipis o transmunicipials, l'existència dels municipis procedeix i és garantida directament per decret constitucional i no per decret estatutari. Les comunitats autònomes poden, tanmateix, alterar els termes municipals que comprenguin llurs territoris. Algunes comunitats fan ús d'altres designacions per als municipis, com a Astúries, on es coneixen com a consejos o conseyos (consells).

## Altres entitats administratives
La constitució espanyola, en l'article 141 secció tercera permet la creació d'agrupacions municipals diferents a la província; és a dir, l'agrupació de municipis en altres ens locals inferiors a la província. Aquestes entitats són creades per les comunitats autònomes i llurs facultats, prerrogatives i drets s'estableixen directament en els Estatuts d'Autonomia. L'existència d'aquestes divisions és regional i procedeix dels Estatuts d'Autonomia de les comunitats a les quals pertanyen i no pas pel govern central. No totes les comunitats han aprovat o implementat la creació d'altres ens administratius superiors als municipis. Aquests ens, si gaudeixen de personalitat jurídica, són divisions administratives de tercer nivell de l'Estat superior als municipis que llavors es converteixen en divisions administratives de quart nivell. Si no gaudeixen de personalitat jurídica ni d'autonomia, llavors són només divisions d'organització territorial cultural i/o històrica i no pas divisions politicoadministratives. Les vegueries i les comarques catalanes, així com les comarques valencianes, gaudeixen de personalitat jurídica i autonomia, i per tant, són divisions politicoadministratives de tercer nivell (si es conserven les diputacions provincials a Catalunya com a divisions de segon nivell). Les merindades de Navarra o les comarcas d'Astúries, tanmateix, no gaudeixen de personalitat jurídica pròpia i són organitzacions territorials no administratives.